# Juan Callichio
Juan Callichio, né le 5 juin 1922 à Buenos Aires (Argentine) et mort en 1983, est un footballeur argentin. Il évoluait au poste d'attaquant.

## Biographie
Juan Callichio évolue en Argentine, en Italie, et en France.
Avec le club français du Stade rennais, il dispute 26 matchs en Division 1, inscrivant dix buts. Avec le Red Star Olympique, il joue 17 matchs en Division 2, pour deux buts inscrits.
Avec le Stade rennais, il se met en évidence en étant l'auteur de deux doublés en Division 1. Il marque son premier doublé le 2 mars 1952, sur la pelouse du Havre (victoire 1-2). Son second doublé est inscrit le 29 mars 1952, lors de la réception de l'AS Saint-Étienne (défaite 2-3).